# Brachyrhopala danielsi
Brachyrhopala danielsi là một loài ruồi trong họ Asilidae. Brachyrhopala danielsi được Clements miêu tả năm 2000. Loài này phân bố ở miền Australasia.